# Wissigstock
De Wissigstock is een bergtop ten oosten van Engelberg op de grens van de kantons Obwalden en Uri, Zwitserland met een hoogte van 2887 meter. De eenvoudigste route naar de top gaat vanuit Engelberg naar de Rugghubelhütte en vervolgens via het Engelberger Lücke over de noordwest graat naar de top. Aan de westkant van de berg ligt een kleine gletsjer, de Griessenfirn, en aan de noord-oostkant ligt de grotere Schlossfirn.